# Rheumaptera subcertaria
Rheumaptera subcertaria là một loài bướm đêm trong họ Geometridae.